# Доценко Сергій Миколайович
Сергій Доценко (27 липня 1979, с. Ромашкине, Сакський район, Кримська Автономна Радянська Соціалістична Республіка) — український боксер, призер Олімпійських ігор.

## Спортивна кар'єра
Сергій Доценко двічі (1998, 1999) займав друге місце на чемпіонаті України, а 2000 року став чемпіоном України і кваліфікувався на Літні Олімпійські ігри 2000. Його тренер — Сергій Лапін.

### Олімпійські бої
- Перемога над Гільермо Хавьєром Сапутом (англ. Guillermo Javier Saputo) (Аргентина) — 12-7
- Перемога над Паркпумом Жангфонаком (англ. Parkpoom Jangphonak) (Таїланд) — 13-5
- Перемога над Даніяром Мунайтбасовим (англ. Daniyar Munaytbasov) (Казахстан) — 8-7
- Перемога над Віталієм Грушаком (Молдова) — 17-8
- Програв бій Олегу Саітову (Росія) — 16-24

2001 року Доценко почав свою професійну кар'єру. Вигравши три бої, відійшов на пенсію цього самого року.
2018 року вступив в суспільний рух Putin Team.